# Paradise Now
الجنة الآن (também conhecido como O Paraíso, Agora! ou Paradise Now) é um filme palestino de 2005 dirigido por Hany Abu-Assad.
- Slogan: De um inesperado lugar, surgiu um corajoso e novo grito de paz.

## Enredo
الجنة الآن conta a história de Said e Khaled, dois jovens amigos de infância de Nablus que foram recrutados para realizar um ataque suicida em Tel Aviv. O filme se foca naquilo que seriam as últimas horas dos dois juntos, uma vez que Khaled desiste e volta para casa e não é mostrado se Said detona ou não a bomba que está grudada a seu corpo.
O filme faz um contraste da pobreza da Palestina com a riqueza de Israel. Também mostra um lado mais humano dos dois amigos, mostrando suas famílias, amores e paixões. Em entrevista, o diretor declarou: "os políticos querem ver [o conflito árabe-israelense] como sendo preto-e-branco, bem e mal, mas a arte quer ver como sendo algo humano".

## Prêmios e indicações

### Prêmios
Festival de Berlim
- Anistia Internacional
- Blue Angel
- Prêmio do Júri Leitor do Berliner Morgenpost

Golden Globe Awards
- Melhor filme em língua estrangeira (árabe)

Independent Spirit Awards
- Melhor filme estrangeiro

National Board of Review
- Melhor filme em língua estrangeir (árabe)

### Indicações
Academy Awards (Oscars)
- Melhor filme estrangeiro (Autoridade Nacional Palestiniana)

Festival de Berlim
- Urso de Ouro